# Cal Vador Bruixa
Cal Vador Bruixa o Cal Badó Bruixes és un edifici residencial d'Olesa de Montserrat (Baix Llobregat) a la confluència dels carrers de la República Argentina, de Salvador Casas i de Lluís Puigjaner. Va ser propietat de l'empresari tèxtil Salvador Ubach i va ser construït per l'arquitecte Josep Ros i Ros l'any 1923. És una obra inclosa a l'Inventari del Patrimoni Arquitectònic de Catalunya.

## Descripció
Edifici de planta quadrada, amb planta baixa i dos pisos, culminat amb una petita torreta quadrangular, de teulada a quatre vessants. Disposa de planta i dos pisos, amb un terrat tancat amb balustrada des d'on s'alça una torre-mirador coberta amb ceràmica vidriada. La porta d'entrada és flanquejada per dues columnes llises amb capitell de tipus corinti i mostra les inicials "S" i "U", pertanyents a Salvador Ubach. La façana, d'estil eclèctic d'inspiració barroca, s'ordena simètricament amb un ampli balcó al pis principal, sostingut per mènsules clàssiques.